# Глива Євген Леонідович
Гли́ва Євге́н Леоні́дович (Dr. Eugene Hlywa; 5 грудня 1925 – 5 серпня 2017) — психолог, психотерапевт, гіпнотерапевт, громадський діяч. Вивчав право, політичні науки, психологію і мови.

## Життєвий шлях
Народився в грудні 1925 року в селі Носів (нині Тернопільська область) в сім'ї Марії і Леоніда Глив.
Під час Другої світової війни як боєць ОУН боровся за визволення України. В 1941 році працював у складі Підгаєцького районного управління ОУН (головував професор Мирослав Миськів), Юнацької сітки ОУН, очолюваної Василем Кардашем та Михайлом Фурдою. Протягом 1941—1942 рр. разом з Петром Путерою проводив ідеологічні курси для юнацтва ОУН. У 1943 році у складі підрозділу УПА виявив розвідку партизанів генерала С. А. Ковпака, яка потім добровільно вступила до УПА. Виконав завдання щодо захоплення німецької військової радіостанції, але під час її перевезення до УПА був заарештований і засуджений німецьким військово-польовим судом до розстрілу. На виконання вироку чекав у тюрмі м. Ряшева, згодом був перевезений до бункера-ізолятора для смертників м. Дембиці, а пізніше до тюрми Мантерлюпіх в м. Краків. Розстріл замінили на концтабори: «Гросс Розен» (табірний номер 8904), «Маутхаузен» і «Ебензее» (номер 129778). 05.05.1945 з «Ебензее» був визволений разом з іншими в'язнями-смертниками американською бронетанковою частиною. На волі знову включився в діяльність ОУН як член Екзикутиви в розвідувальному відділі ОУН на американську зону Австрії. Цей відділ протидіяв московській агентурі у виловлюванні й насильному вивезенні колишніх політичних в'язнів і біженців до СРСР. Одним з його доручень було створити розвідувальну службу Антибільшовицького Блоку Народів, яку він очолював до кінця існування АБН.
На початку 1946 року в Українському Вільному Університеті м. Мюнхена (ФРН) почав вивчати правничі науки, а продовжив в Австралії, куди переїхав в серпні 1949 р. з Європи. Перша робота в Австралії стосувалась зрошення пустельних земель Департаменту публічних робіт Західній Австралії. Відразу почав брати участь в організації українського громадського, релігійного і культурного життя в Східній Австралії. У 1952 році переїхав до Сиднея, де працював в адвокатській фірмі клерком і продовжував правничі студії. Був одним з головних засновників української суботньої школи для дітей, співочого товариства і драматичного гуртка. Крім того, був членом спортивного товариства «Сокіл» і волейбольної дружини, церковного хору Української автокефальної православної церкви, засновник і голова Міжконфесійного комітету оборони віри та релігії в Україні, голова Будівельного комітету монастиря Святого Василя Великого у Сиднеї, організатор і голова двох скликань Української громади в предмістях Сіднея: Басс Хілл, Сефтон, Честер Хілл.
З 1959 року вивчав медицину і психологію. Навчання закінчив, захистивши докторський ступінь.
З 1975 року викладає психотерапію та гіпнотерапію для дипломованих лікарів та психологів. Основні теми, які викладаються Є.Гливою на лікарсько-психологічних курсах: «Феномени гіпнозу та їх використовування в процесі гіпнотерапії», «Техніка та принципи індукції та поглиблення трансу», «Принципи гіпносуґестії та автогіпнозу», «Принципи гіпноаналізу», «Спонтанна та індуктивна абреакція», «Корисність вживання профілю гіпнотичної Індукції», «Лікування стану тривоги, інсомнії, фобій, куріння, мігрені, ожиріння», «Принципи застосування гіпнозу в психосоматичних захворюваннях», «Доцільність вживання гіпнозу в клієнт-центрованому та інших методах лікування», «Вживання гіпнозу в сексуальних дисфункціях», «Доцільність в терапевтичному процесі продовженого гіпнотичного відпочинку», «Необхідність ознайомленості для терапевта з теоріями особистості та теоріями гіпнозу».
Активний учасник і співорганізатор багатьох національних та міжнародних професійних конференцій: міжнародна конференція «Lindauer Psychotherapie Wochen», яка відбувається у Німеччині з 1950-х років; міжнародна конференція «Comparative Psychiatric Therapies», яка відбувається на базі Університету Південної Каліфорнії, «California School of Medicine», міжнародна конференція «International Society of Hypnosis and Psychosomatic Medicine», яка відбувається на базі Гарвардського університету та інших.
3 липня 1976 на річних загальних зборах «Міжнародного Товариства Гіпнозу та Психосоматичної Медицини» (International Society of Hypnosis and Psychosomatic Medicine) у Філадельфії Євген Глива, як представник австралійської делегації, вніс резолюцію про виключення СРСР з членства цієї організації з огляду на факт, що СРСР і, зокрема Інститут психіатрії ім. Сербського, зловживали застосуванням психіатрії. Прикладом переслідування в резолюції були названі Юрій Шухевич і Валентин Мороз. Незважаючи на протест голови делегації СРСР професора Рожнова (головного лікаря Інституту Сербського), резолюція була прийнята.
26 жовтня 2019 року прах Євгена Гливи за його заповітом захоронений на батьківщині в с. Носів Підгаєцького району Тернопільської області.

### Тематика праць
У додаток до низки праць в сфері психотерапії та гіпнотерапії, велику увагу приділяє: питанню вільної України, української мови, національному сервелізму, правильному вихованню дітей, духовності людини та інші.

### Звання, членство, грамоти
- 1941 — Член ОУН
- 1973 — Магістр Психології — теза: «Психотерапія в Західному Світі та в СРСР»
- 1974 — Доктор філософії — дисертація: «Проблеми особистості в світлі модерної психотерапії та `несвідомого`»
- 1975 — Представник делегатури Вільного Університету в Австралії і Новій Зеландії
- 1975 — Дійсний член Австралійського Об'єднання Психологів
- 2004 — Член-кореспондент Наукового Товариства ім. Шевченка
- 2005 — Іноземний член Академії Педагогічних Наук України[3]
- 2009 — Доктор психології
- 2010 — Академік Міжнародної академії культури безпеки, екології і здоров'я

Членство:
Член Ліги Політичних В'язнів
Член Об'єднання Клінічних Психологів Австралії; Об'єднання Працівників Охорони Здоров'я Австралії; Товариства Клінічного та Експериментального Гіпнозу Австралії; Міжнародного Товариства Клінічного та Експериментального Гіпнозу; Постійний лектор, супервізор Товариства Клінічного та Експериментального Гіпнозу, (для реєстрованих Урядом здоров'я Австралії психіатрів та психологів) двох-річного курсу з ціллю отримання диплома з Клінічного Гіпнозу, Українського Лікарського Товариства Австрії, Інституту клінічних психологів у приватній практиці.
Грамоти:
- Грамота Всеукраїнського Координаційного Бюро Міжнародної громадсько-державної програми «Освіта дорослих в Україні» за сприяння Інституту ціложиттєвого навчання ЮНЕСКО;
- Почесна грамота Інституту Психології Костюка і Національної Педагогічних Наук України за значний особистий внесок у розвиток української психологічної науки;
- Золота почесна грамота Товариства української спадщини Австралії -за жертовну діяльність в українському житті в Австралії;
- Certificate of Appreciation from the Australian society of hypnosis for dedication of training of students undertaking diploma in clinical hypnosis.

## Книги. Статті. Наукові праці
1. Глива, Є. «Психотерапія у західному світі та СССР. Порівняльна студія». Магістерська теза, 1973, Український Вільний Університет. 280 ст.
2. Глива, Є. «Проблема особистості в світлі модерної психотерапії та несвідомого». Докторська дисертація, 1974, Український Вільний Університет. 360 ст.
3. Глива, Є. «Принципи психотерапії і гіпнотерапії». Сідней: Видавництво «Лев», 1998, 344 ст.
4. Глива, Є. «Вступ до психотерапії». Острог: Видавництво НаУ «Острозька Академія», 2004, 530 ст. («Рекомендовано Міністерством Освіти і Науки України як навчальний посібник для студентів вищих навчальних закладів»)
5. Глива, Є. «Вступ до психотерапії». Київ: Видавництво Кондор, 2009, 530 ст.
6. Глива, Є. «Онтологічний образ людини в творчості Григорія Сковороди». Київ: Видавництво ТОВ КММ, 2006, 256 ст.
7. Глива, Є. «Життєві спостереження — через призму власного серця». Острог: Видавець СПД Свинарчук Р. В., 2009, 271 ст.
8. Глива, Є. «Discover Happiness within Yourself». Sydney: Lev, 2013, 365 pp.
9. Глива, Є. Гіпнотерапевтична інтервенція у глибини людської психіки: джерело внутрішньої травми та її вплив на людину. Психологія і суспільство. 2018. №1-2. С. 131-142. doi:https://doi.org/10.35774/pis2018.01.131

Крім статей на професійні теми, є автором статей на соціально-політичні теми під псевдонімами — Є. Носівський. Є. Левкович, Одуд та ін.

### Статті англійською мовою
«Явища, характерні станові гіпнозу»; «Про методику введення та поглиблення гіпнотичного трансу»; «Принципи та методологія гіпноаналізу»; «Про спонтанну та цілево викликану абреакцію»; «Про профіль гіпнотичної індукції»; «Лікування тривожних станів, інсомнії, фобій, куріння та мігрені»; «Методи лікування психосоматичних недуг»; «Продовжений гіпнотичний відпочинок»; «Вживання гіпнозу в клаєнт-центред терапії»; «Про корисність знання теорії гіпнозу в клінічній практиці»; «Лікування сексуальних дисфункцій».